# 137-й морський розвідувальний пункт (РФ)
137-й морський розвідувальний пункт  - підрозділ спеціального призначення ГРУ на Чорноморському флоту ВМФ Росії. 
Умовне найменування - в/ч 51212. 
Місце дислокації - місто Туапсе.

## Історія
У 1969 році на Каспійській флотилії був сформований 8-й МПР з місцем дислокації у Баку Азербайджанської РСР. 
У 1974 році особовий склад 431 МРП брав участь в мінно-вибухових роботах в ході конфлікту між Ізраїлем і арабськими державами.
На початку 1970-х років у 8-му мрп були випробувані носії водолазів «Сирена» й «Тритон», а 1992 року пройшли випробування надмалого підводного човна «Піранья» й випробувані нові десантні системи, призначені спеціально для водолазів - розвідників.
За СРСР на 8-му морському розвідувальному пункті здійснювалося навчання іноземних слухачів з Куби та Анголи.
У 1989 році водолази - розвідники 8-го мрп забезпечують безпеку переговорів на вищому рівні між СРСР і США на Мальті.
Після розпаду СРСР у 1992 році морський розвідувальний пункт було переведено до міста Приозерськ Ленінградської області.
У 1992-1993 р загін 8-го морського розвідувального пункту бере участь в пошуку і патрулюванні цивільного судна, захопленого в Середземному морі піратами.
У 1995 - 1996 року особовий склад брав участь у Першій російсько-чеченській війні у складі 879 ОДШБ Балтійського флоту.
На базі бійці в/ч 51212 проходять навчання спільно з загоном спецназу ФСБ «Вимпел» й службою охорони уряду СРСР, потім - уряду РФ, й тактико-спеціальних змагань, що проходять серед розвідувальних підрозділів ГРУ СРСР, а потім РФ з 1975 року.
У 1998 році підрозділ передислокується до міста Туапсе як 431-й МРП й входить до складу Чорноморського флоту.